# چیتا دلا پیوه
چیتا دلا پیوه (به ایتالیایی: Città della Pieve) یک کومونه در ایتالیا است که در استان پروجا واقع شده‌است.

## خصوصیات
چیتا دلا پیوه ۱۱۱٫۵ کیلومترمربع مساحت و ۷٬۴۸۸ نفر جمعیت دارد و ۵۰۸ متر بالاتر از سطح دریا واقع شده‌است.

## خواهرخوانده
شهرهای Denzlingen و Saint-Cyr-sur-Mer خواهرخوانده‌های چیتا دلا پیوه هستند.